# 托尔伦瓜
托尔伦瓜，是西班牙卡斯蒂利亚-莱昂索里亚省的一个市镇。总面积41平方公里，总人口106人（2001年），人口密度3人/平方公里。